# Petra Kreuzer

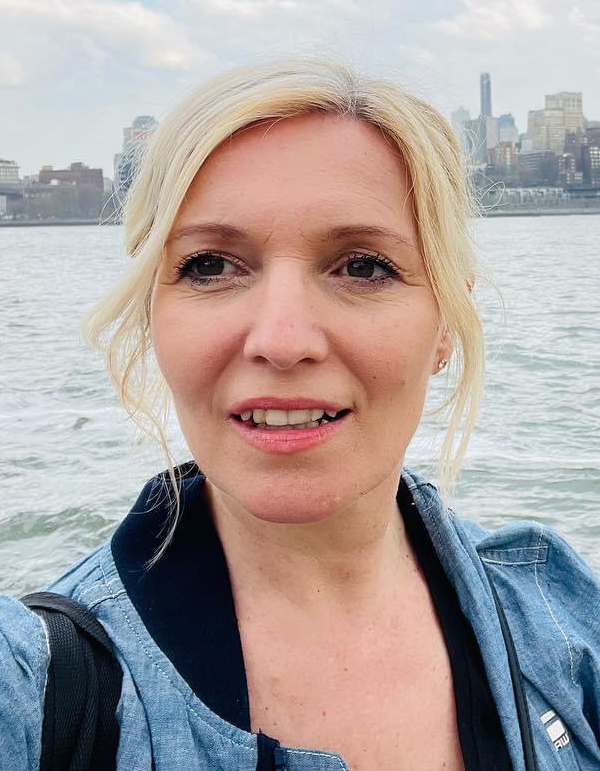
Petra Kreuzer, 2024

Petra Kreuzer (* 22. April 1970 in Klagenfurt) ist eine österreichische Schauspielerin, Kabarettistin, Regisseurin und Choreografin.

## Leben
Petra Kreuzer ist in Klagenfurt aufgewachsen, besuchte die Ballettschule am Stadttheater Klagenfurt und spielte bereits als Kind in zahlreichen Produktionen mit. Ihren ersten Auftritt hatte sie 1977 in der Ungarischen Hochzeit von Nico Dostal. Die paritätische Bühnenreifeprüfung in Bühnentanz legte sie 1987 ab. 1988 folgte am Bundesrealgymnasium Klagenfurt-Viktring der erfolgreiche Matura-Abschluss. Der Diplomabschluss 1992 im Fach Musical rundet ihre Bühnenausbildung ab.
Sie ist seit 2008 Organisatorin der Charitiy-Veranstaltungen „Musical Mamis“ im Wiener Metropol und der „Comedy Mamis“ in der Tschauner-Bühne für „Young Mum“.
Von 2018 bis 2022 war sie künstlerische Leiterin der „Stegreif 2.0“-Schiene in der Tschauner Bühne.
Seit 1989 lebt Petra Kreuzer in Wien, sie hat einen erwachsenen Sohn.

## Ausbildung
- 1992 Paritätische Bühnenreifeprüfung in Musical am Tanz und Gesangsstudio Theater an der Wien (Peter-Weck-Schule)
- 1995 American Academy of Dramatic Arts in New York
- 1995 New York Performance Works
- 1988 Scuola di Danza, Florenz
- 1987 Paritätische Bühnenreifeprüfung in Bühnentanz

## Solo-Kabarett
- 2025: „Shitlife Crisis“, Outside Eye: Aida Loos, Franz Stanzl, Premiere am 4. März 2025 im Theater am Alsergrund

## Kabarett
- 2025: „DIE KABARETT Festival“, im Kleinen Theater in Salzburg
- 2024: „Kabarett Koalition“, in der Kulturhof:Villach
- 2023–2024: Host der „Katze im Sack“ in der Kulisse
- 2020: „Wiener Melange“, im Kabarett Kaktus in München
- 2020–2025: „Ladies Comedy Club“, Initiatorin und Host der Female Mixed Show im Theater Akzent und in der Kulisse, Gäste: Malarina, Aida Loos, Caroline Athanasiadis, Eva Damyanovic, Miriam Hie, Eva Maria Marold, Ina Jovanovic
- 2017–2022: „Comedy Mamis“, Benefiz Mixed Kabarett Abend, Tschauner Bühne, Gäste: Eva Maria Marold, Angelika Niedetzky, Elke Winkens, Aida Loos, Eva D., Astrid Golda, Magda Leeb, RaDeschnig, Nadja Maleh, Linde Prelog, Verena Scheitz
- 2019: „Zusammen oder getrennt?“, von und mit Ludwig Müller, Regie: Georg Clementi; Premiere am 19. Februar 2019 im Orpheum Wien
- 2008: „Trash for Cash“, mit Astrid Golda; Bühne Westend, Wien
- 2008: „Der 12. Mann ist eine Frau“, von Dirk Böhling, Regie: Marion Dimali; Premiere am 10. August 2008 im 3raum-Anatomietheater
- 2007: „Die Göttinnen – Dezenz ist Schwäche“, mit Lilly Kugler-König im KosmosTheater

## Theater (Auswahl)
- 2023: „Soulsisters“, Buch: Peter Hofbauer, Markus Gull; Regie: Irene Marie Höllwerth, Petra Kreuzer; Rolle: Alexa; Metropol Wien[1]
- 2022: „Drei Engel für Tschauner“, Konzept, Buch und Choreografie, Regie: Andy Hallwaxx; Rolle: Engel; Tschauner Bühne[2]
- 2021: „Tschauner Ahoi“, Konzept und Choreografie, Regie: Andy Hallwaxx; Rolle: Jana, Stella; Tschauner Bühne; mit Aida Loos, Martin Oberhauser[3]
- 2018: „Hotel Tschauner“, künstlerische Leitung der Stegreif 2.0 Schiene, Konzept und Choreografie, Regie: Andy Hallwaxx; Rolle: Jana; Premiere 16. Juni 2018 in der Tschauner Bühne; mit Lucy McEvil, Linde Prelog[4]
- 2012: „ARGE Mordslust“, von Michaela Riedl Schlosser, Regie: Susanne Draxler; Rolle: Sabine; KosmosTheater[5]
- 2011: „Crazy Love“, Regie: Alonso Barros; Rolle: Linda; Metropol Wien
- 2007: „Paradies GmbH“, Buch und Regie: Nehle Dick; Rolle: Frau; Garage X
- 2005: „Jesus Christ Superstar“, von Andrew Lloyd Webber, Regie: Josef Köpplinger; Opernhaus Graz; Rolle: Soulgirl
- 2002: „Österreich’s größte Entertainer“, Regie: Thomas Gratzer, Helmut Schödel; Rolle: Waltraut Wagner; Rabenhof Theater; mit Florian Scheuba, Tina Lanik, Hilde Sochor, Oliver Baier, Martin Puntigam
- 2001–2004: Komödienspiele Porcia (Auswahl):
  - 2004: „Der Bauer als Millionär“, Regie: Peter Gruber, Rolle: Die Jugend;
  - 2003: „Der Zauberer von Oz“, Regie: Georg Clementi, Rolle: Dorothy;
  - 2001: „Pinocchio“, Regie: Elfriede Schüsseleder, Rolle: Pinocchio
- 2000: „Geierwally“, von Walter Bockmayer, Regie: Bernhard Jonas; Rolle: Geierwally; Wien ist andersrum Festival
- 1999–2000: „Best of Songcontest“, Theater 82erHaus; Wien-ist-andersrum-Festival
- 1999: „Nonnsense & Nonnsense 3“, von Dan Goggin, Regie: Georg Mittendrein; Rolle: Amnesia; Vereinigte Bühnen Bozen
- 1998: „Kafka“, Uraufführung von Franzobel, Klagenfurter Ensemble, Regie: Marjan Štikar; Rolle: Felice; mit Linde Prelog
- 1996: „Anatevka“, von Joseph Stein, Regie: Dietmar Pflegerl; Theater an der Wien, Stadttheater Klagenfurt; Rolle: Chava; mit Karl Merkatz
- 1994: „Grease“, von Jim Jacobs und Warren Casey im Raimundtheater, Regie: Michael Schottenberg; Rolle: Jan, Swing
- 1993: „Little Shop of Horrors“, von Alan Meneken, Regie: Anna Vaughan; Premiere am Landestheater Salzburg; Rolle: Audrey

## Regie (Auswahl)
- 2024: „10 Deka Liebe, Bitte“, Kabarettsolo von Franz Stanzl; Premiere am 30. September 2024 im CasaNova Vienna
- 2024: „Eine total verrückte Hochzeit“; im Grand Hotel Wien
- 2023: „LOOS Angeles“, mit Aida Loos; für Joyn Österreich
- 2023: „USAida“, mit Aida Loos; für Joyn Österreich, nominiert für den Österreichischen Kabarettpreis in der Kategorie Fernsehpreis
- 2023: „Nennt eure Kinder nicht ernst“, Kabarettprogramm der Gebrüder Moped; Premiere im CasaNova Vienna
- 2023: „Soulsisters“, Co-Regie und Choreografie, Metropol Wien[6]
- 2022: „Arbeitsloos“, Solo-Kabarett von Aida Loos; Premiere am 16. März 2022 im CasaNova Vienna

## Choreografie (Auswahl)
- 2024: „Schöne, neue Welt“ Regie: Bernd Liepold-Mosser; Theater Phönix in Linz
- 2023: „Publikumsbeschimpfung“, Regie: Thomas Gratzer; Rabenhof Theater
- 2012–2025: „Tanzshow“ der Musikschule Liesing; Theater Akzent
- 2019: „Die Affäre Rue de Lourcine“, Regie: Thomas Gratzer; Vereinigte Bühnen Bozen
- 2017: „Viel gut essen“ von Sybille Berg, Regie: Matthias Jodl; Rabenhof Theater, Nestroy-Theaterpreis Nominierung, Kategorie: Beste Off-Produktion[7]
- 2017: „Holodrio – Lass mich dein Dreckstück sein“, Regie: Thomas Gratzer; Rabenhof Theater, Nestroy-Theaterpreis für die Kategorie: Beste Off-Produktion
- 2014: „Hafen Wien“, von Ernst Molden, Regie: Thomas Gratzer; Rabenhof Theater, Nestroy-Theaterpreis-Nominierung für Kategorie: Beste Off-Produktion
- 2012: „Columbo Dreams“, Regie: Thomas Gratzer, Rabenhof Theater; mit Manuel Rubey, Gerald Votava, Eva Maria Marold, Christian Dolezal
- 2010: „Höllischer Himmel“, Regie: Susanne Draxler; KosmosTheater